# Psilochorus diablo
Espèce
Psilochorus diablo est une espèce d'araignées aranéomorphes de la famille des Pholcidae.

## Distribution
Cette espèce est endémique du Chihuahua au Mexique,. Elle se rencontre dans la grotte Cueva del Diablo à Salaices.

## Description
Le mâle holotype mesure 1,6 mm et la femelle 2 mm.

## Étymologie
Son nom d'espèce lui a été donné en référence au lieu de sa découverte, la Cueva del Diablo.

## Publication originale
- Gertsch, 1971 : A report on some Mexican cave spiders. Association for Mexican Cave Studies Bulletin, vol. 4, p. 47-111.